# Claude Lorrain
Claude Lorrain, vlastním jménem Claude Gellée, též Le Lorrain, (1600 Chamagne – 23. listopadu 1682 Řím) byl francouzský malíř a grafik, který působil v Itálii. Byl vedle Nicolase Poussina a Gasparda Dugheta nejvýznačnějším krajinářem francouzského klasicismu 17. století.
Lorrain si vytvořil vlastní pojetí takzvané ideální krajiny, jež se vyznačovala nepatetickou lyričností a měkkou světelností. Bylo to právě jeho světelné pojetí jež ovlivnilo krajináře 18. a počátku 19. století, jako byli William Turner a Camille Corot.
Většinu svého života strávil v Itálii, kde došel uznání jako vynikající krajinář a jeho díla se prodávala za vysoké ceny. Lorrain nejvíce inovoval krajinomalbu, vytvořil mnoho kompozic krajiny se sluncem. Je považován za malíře francouzského, narodil se ve francouzském vévodství Lorraine(Lotrinsko). Většinu svého života prožil v Itálii, před koncem 19. století byl považován za malíře římské školy. Jeho patroni byli také většinou Italové, ale po své smrti se stal velice populární u anglických sběratelů a Spojené království si uchovalo mnoho jeho děl.
Byl to plodný tvůrce perokreseb a jednobarevných akvarelových prací, obvykle v hnědém či šedém tónu, někdy používal bílou křídu pro podtržení barvy. Existuje velké množství skic, většinou krajin, zjevně velmi často malovaných v plenéru, tyto práce byly velmi obdivovány a ovlivnili další umělce. Existují studie pro obrazy v různém stadiu dokončení, mnohé jasně provedené před nebo v průběhu malby, ale jiné možná vytvořené i po dokončení díla. Ve své rané kariéře maloval také fresky, což bylo důležité pro jeho pověst umělce, ale nyní jsou téměř všechna tato díla ztracena.

## Životopis
Nejstarší biografie Clauda Lorraina pochází od německého uměleckého historika a barokního malíře Joachima von Sandrart (1606–1688). Teutsche Academie, německá akademie umění architektury, sochařství a malířství se odvolává na komplexní slovník umění Joachima von Sandrarta z roku 1675. Další informace pocházejí od italského uměleckého historika Filippa Baldinucciho (1624–1697). Oba poznali Lorraina osobně, ovšem v rozmezí 50 let, na počátku jeho kariéry a krátce před jeho smrtí. Sandrart ho dobře poznal a nějakou dobu s ním žil, zatímco Baldinucci s ním pravděpodobně nebyl intimní a získal hodně z jeho informací od synovce Clauda, který s malířem žil. Lorranův náhrobek udává jako rok narození rok 1600, ale současné zdroje ukazují na pozdější datum, tedy kolem let 1604 nebo 1605. Narodil se v malé vesnici Chamagne ve Vogézách, v části vévodství Lorraine jako třetí z pěti synů Jean Gellée a Anne Padose.
Podle Baldinucciniho Lorrainovi rodiče zemřeli, když mu bylo dvanáct let, a on pak žil ve Freiburgu s jedním ze svých starších bratrů Jeanem Gellée. Jean pracoval jako intarzista, a učil Clauda základům kresby. Později Claude Lorraine odcestoval do Itálie. Nejprve pracoval v Neapoli a poté se připojil k dílně Agostina Tassi v Římě.
Sandrartův popis Lorrainových prvních let je však zcela jiný a moderní učenci mu obecně dávají přednost, nebo se oba popisy pokoušejí propojit. Podle Sandrarta se Lorrainovi v obecní škole příliš nedařilo a stal se proto pekařským učněm. Ve čtrnácti letech Lorraine odcestoval do Říma a nakonec byl zaměstnán nejprve jako sluha a kuchař u Agostina Tassiho, který jej později přijal jako žáka a učil ho kreslit a malovat. Zatímco podrobnosti o Claudově životě před rokem 1620 zůstávají nejasné, většina moderních učenců souhlasí s tím, že byl mezi lety 1620–22 žákem Walsa a od let 1622/23 do roku 1625 žákem Tassiho. Baldinucci uvádí, že v roce 1625 Claude podnikl plavbu zpět do Lorraine, aby se dále učil u Claude Derueta. Pracoval na pozadí dnes ztracené fresky, ale v roce 1626 nebo 1627 jeho studio opustil. Vrátil se do Říma a usadil se v domě na Via Margutta, poblíž Španělských schodů a Trinity dei Monti, kde zůstal až do konce svého života. Během cesty do Říma se Lorraine krátce zdržel v Marseille, Janově a Benátkách a měl možnost studovat přírodu ve Francii, Itálii a Bavorsku. Sandrart se setkal s Lorrainem koncem roku 1620. Uvádí, že Lorrain si v té době zvykl na skicování venku, zvláště za úsvitu a za soumraku. Jeho obraz Landscape with Cattle and Peasants (Krajina s dobytkem a rolníky) z roku 1629 již ukazuje dobře vyvinutý styl a techniku. V příštích letech jeho pověst stále stoupala, o čemž svědčí provize francouzského velvyslance v Římě (1633) a španělského krále (1634–35). Baldinucci uvádí, že obzvláště důležité zakázky dostával od kardinála Guido Bentivoglia d'Aragona (1579–1644). Ten byl tak okouzlen dvěma krajinami, které Lorraine pro něho namaloval, že umělce doporučil papeži Urbanu VIII. (1579–1644)., pro kterého namaloval Lorraine v letech 1635–38 čtyři obrazy. Od tohoto okamžiku byla jeho umělecká reputace zajištěna. V roce 1650 se Claude přestěhoval do sousedního domu na Via Paolina (dnes Via del Babuino), kde žil až do své smrti. Umělec se nikdy neoženil, ale přijal v roce 1658 osiřelé dítě, Agnese; možná to byla Lorrainova vlastní dcera se stejným jménem. Synové Lorrainových bratrů se přidali k domácnosti v roce 1662 (Jean, syn Denis Gellée) a kolem roku 1680 (Joseph, syn Melchior Gellée). V roce 1663 Claude onemocněl dnou. Nemocí velmi trpěl, jeho stav stal se tak vážným, že pracoval jen s vypětím všech sil, ale podařilo se mu zotavit. Po roce 1670 maloval proto méně, ale po tomto datu byly dokončeny tak důležité obrazy jako: Coast View with Perseus and the Origin of Coral (1674), Ascanius Shooting the Stag of Sylvia (1682). Umělec zemřel ve svém domě 23. listopadu 1682. Původně byl pohřben v Trinita dei Monti, ale jeho pozůstatky byly v roce 1840 přeneseny do San Luigi dei Francesi.

## Dílo
V Římě Lorrain vytvořil fresky pro Palazzo Crescenzi a Palazzo Muti. V roce 1634 se stal členem římské akademie Academia di San Luca a po třech letech již byl hlavním krajinářem v Římě. Pro zámek Buen Retiro vytvořil pro španělského krále sedm náboženských výjevů. Lorrainovy krajiny mají nejrůznější formy zpracování: výjevy ze starozákonních příběhů, mytologická témata, mnohdy zpracovaná jako veduty. Lorrain byl především krajinář, pokud obraz obsahoval velké množství postav, (ovlivněno vliv tzv. bambocciadami), jsou postavy malovány často cizí rukou. Oproti Poussinovým dramatickým dílům vytvářejí Lorrainovy krajiny pocit rozlehlosti, klidu a svátečního ticha.
Přístav s vycházejícím sluncem

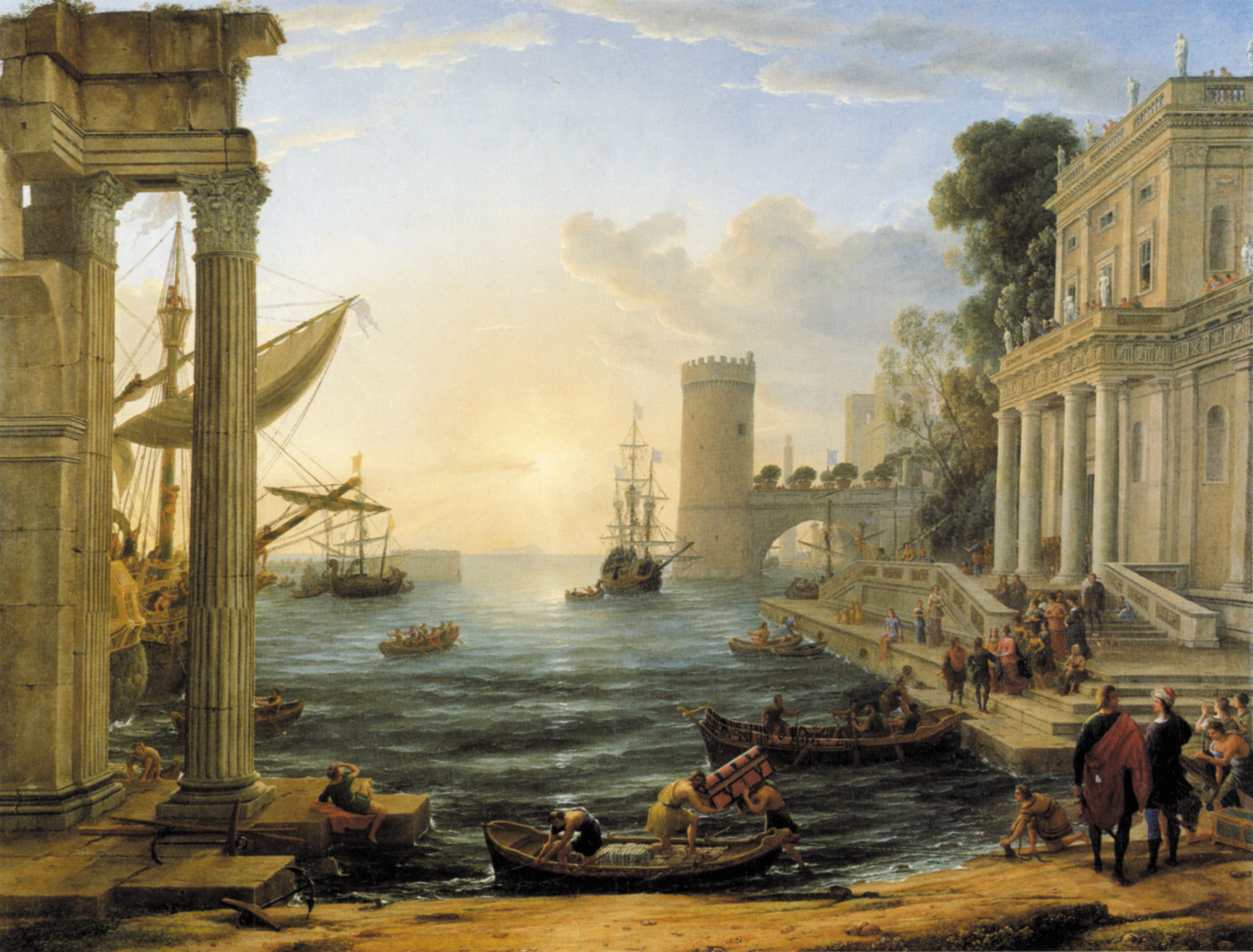
Přístav s vycházejícím sluncem, olej na plátně, 72 cm × 96 cm, Mnichov, Alte Pinakothek

Vidíme přístav s římským obloukem, s troskami jakéhosi opevnění, vše zarostlé trávou a keři. V popředí skupinu postav, o kterých nelze s jistotu říci, zda balíky z lodi právě vykládají či nakládají, druhou skupinku bavící se pod římským obloukem. Všechny postavy jsou pouhou stafáží pro Lorrainovu snovou krajinu. I přes staré, pravděpodobně antické stavby, se ocitáme v jakémsi bezčasí, na Lorrainových obrazech krajin často není možno určit století či zemi. Celý výjev prosvěcuje ranní slunce, které proniká jemnými závoji lehkého oparu. V jeho světle se mlžně rozplývá obzor se vzdálenými plachetnicemi, hornatými krajinami, městy a věžemi. Není to věrně zachycený svět, je to svět snění a fantazie.

## Styl
Claudeův výběr jak stylu, tak tématu vznikl z tradice severního manýrismu krajinomalby v Římě. Matthijs Bril přišel do Říma z Antverp kolem roku 1575 a brzy se k němu připojil jeho bratr Paul Bril. Oba se specializovali na krajinu, zpočátku jako pozadí na velkých freskách, což je směr, kterým se Lorrain zřejmě také vydal o několik desítek let později. Matthijs zemřel ve věku 33 let, ale Paul zůstal aktivní v Římě i po příjezdu Lorraina, i když žádné setkání mezi nimi nebylo zaznamenáno. Hans Rottenhammer a Adam Elsheimer byli další severští krajináři spojovaní s Brilem, který opustil Řím již dávno předtím. Tito umělci představili žánr malého, kabinetního obrazu, často na mědi, kde postavy dominovaly krajině, která byla v popředí velmi často hustě zalesněna. Paul Bril začal malovat větší obrazy, kde velikost a rovnováha mezi prvky a typem zobrazeného prostředí byla blíže Lorrainově práci v budoucnosti. Lorrain svým osobitým stylem přispěl k rozvoji žánrového malířství a k oblibě zobrazovat obyčejné lidi jako postavy z Bible nebo z pohanské antiky. Tuto zálibu ve zpětném přenesení všedního dne do minulosti lze označit jako genre historié – stejně jako portrait historié, styl oblíbený zejména v Nizozemí.

## Fotogalerie

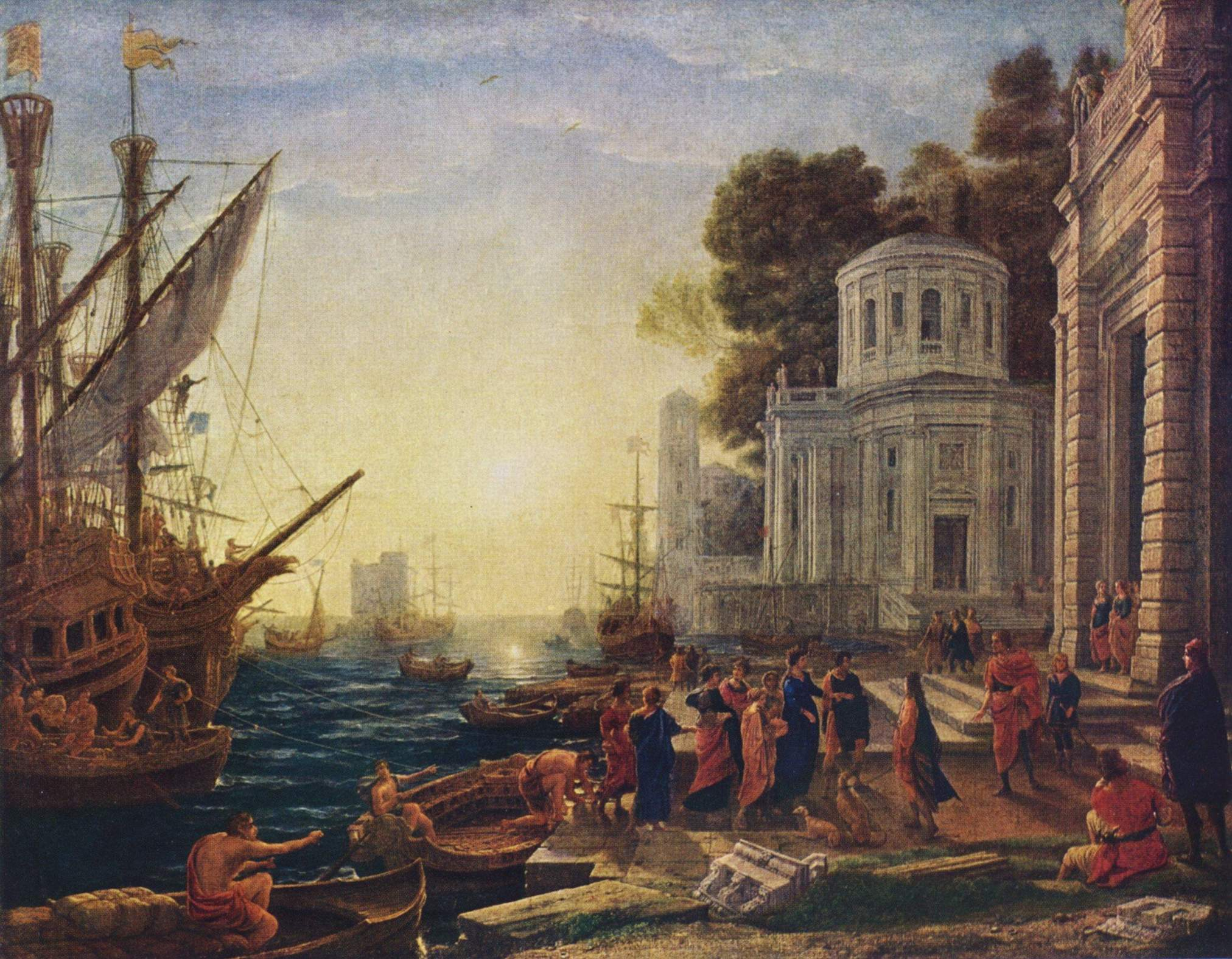
Nalodění Kleopatry v Tarsu (1642), Louvre
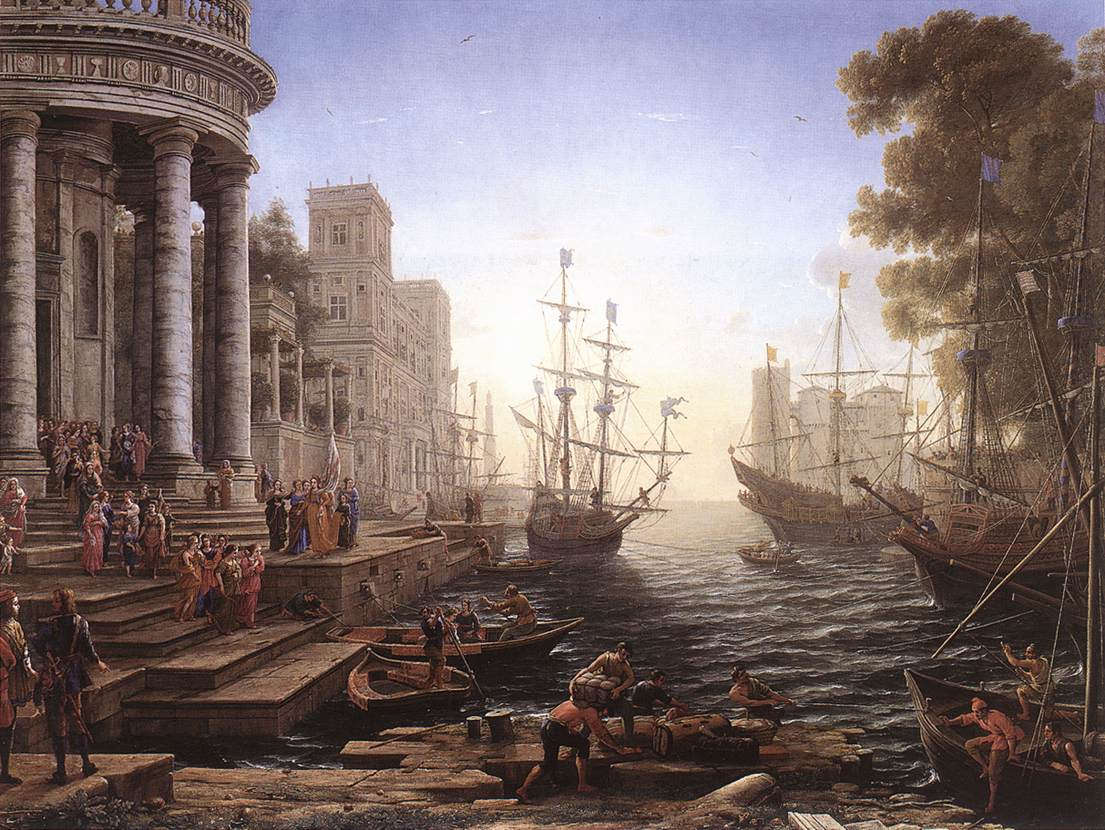
Nalodění sv. Voršily (1641), Národní galerie Londýn
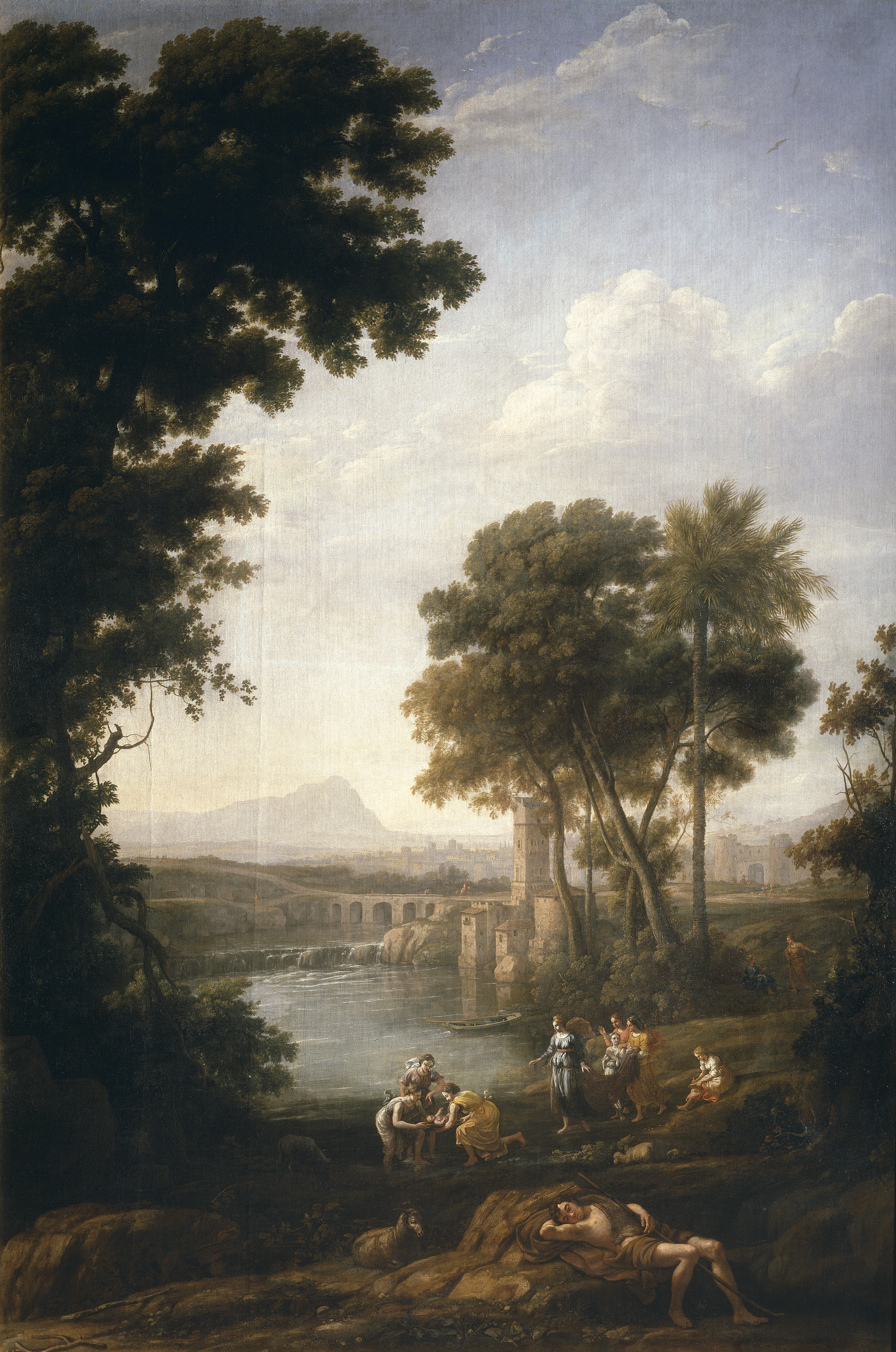
Nalezení Mojžíše (1637–1639), Museo del Prado
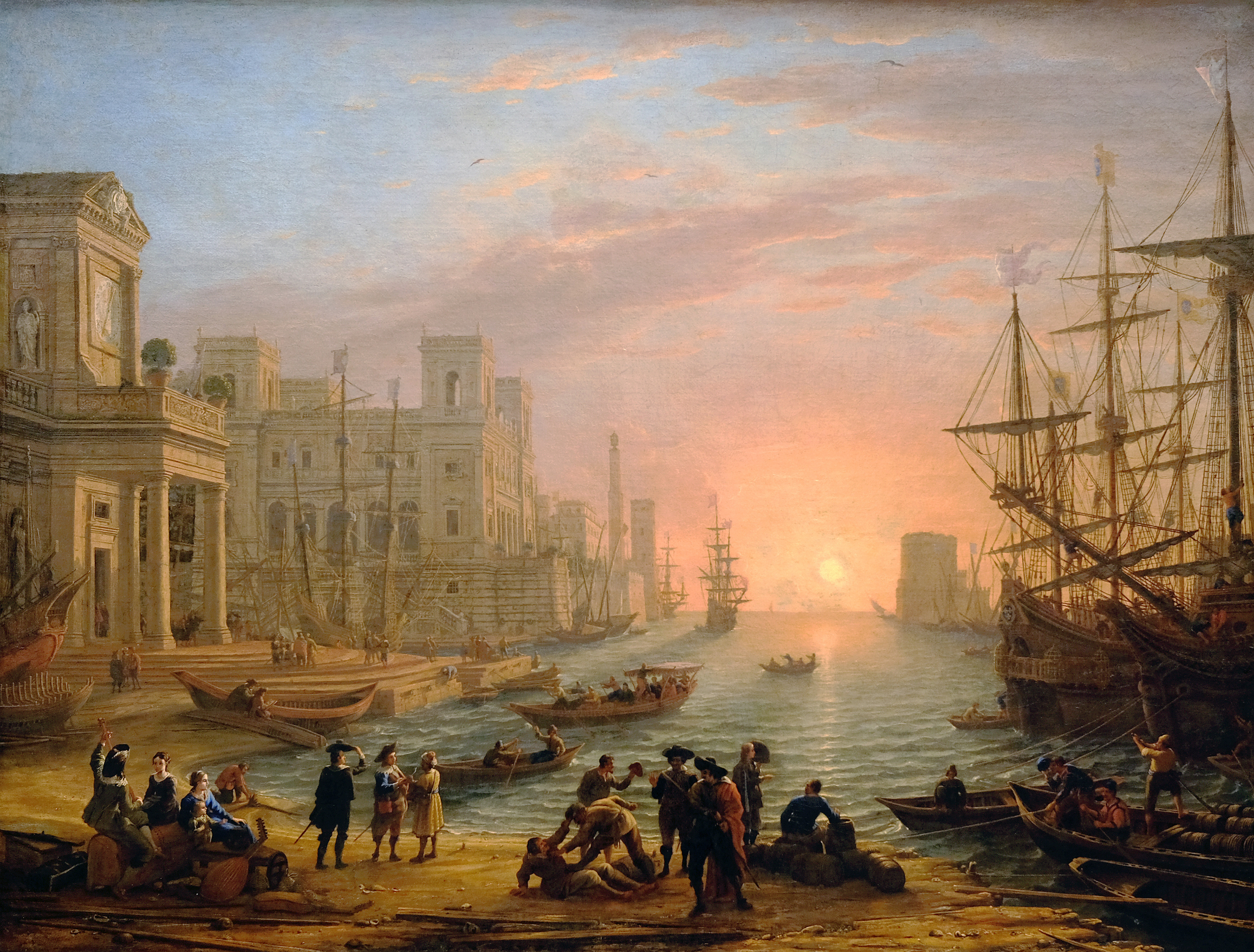
Západ slunce nad přístavem (1639), Louvre
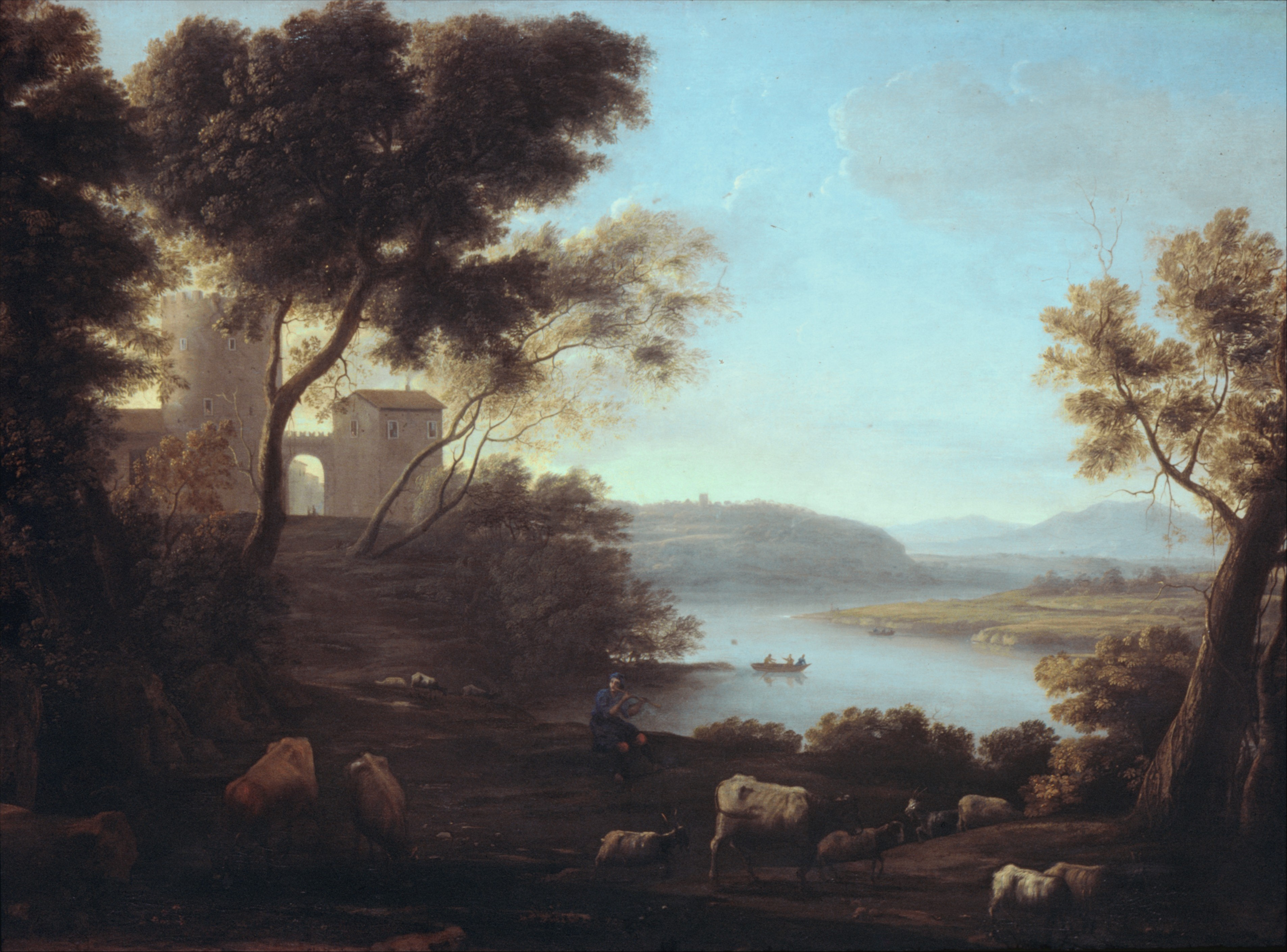
Campagna Romana (1639), Metropolitní muzeum umění
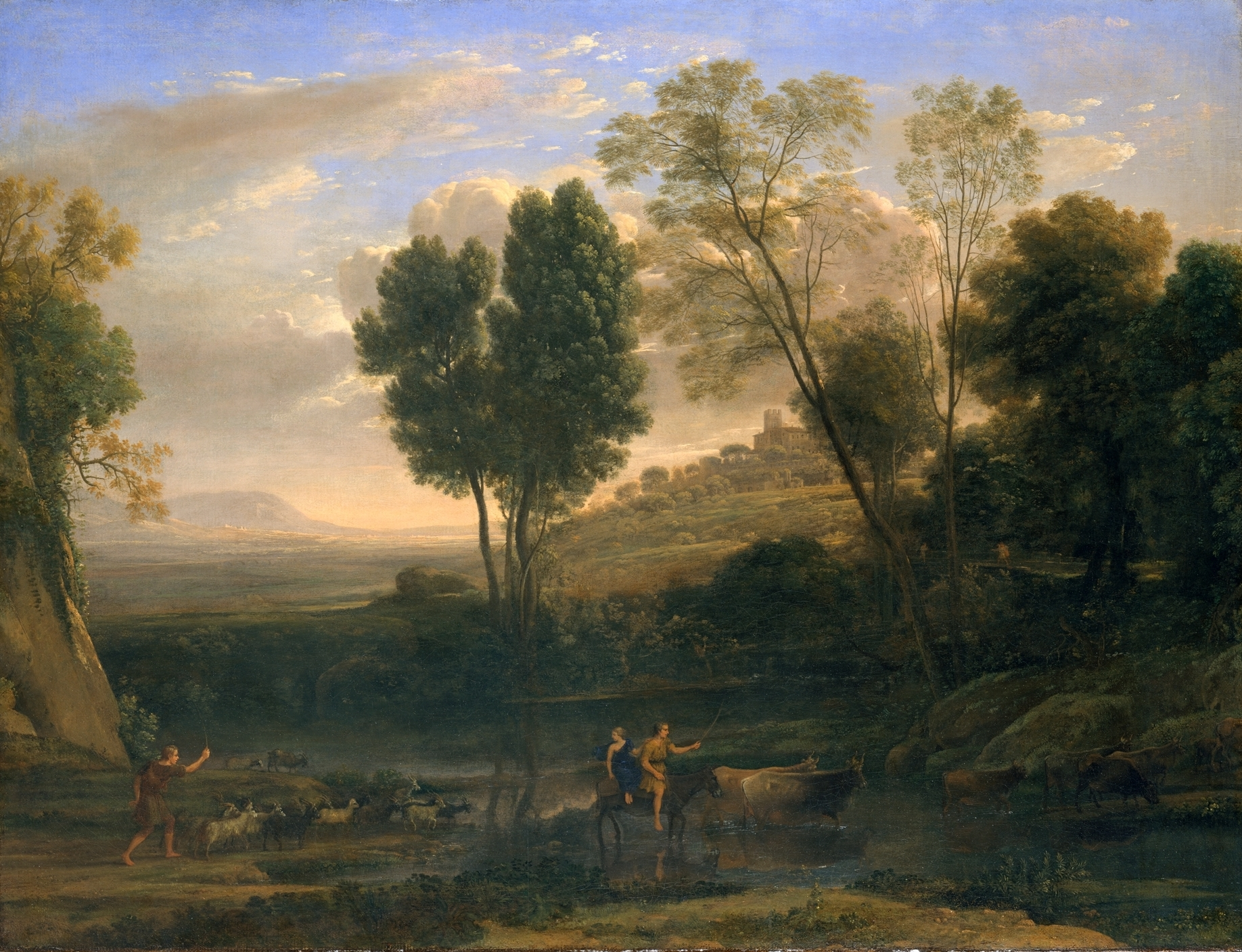
Východ slunce (1646–47), Metropolitní muzeum umění
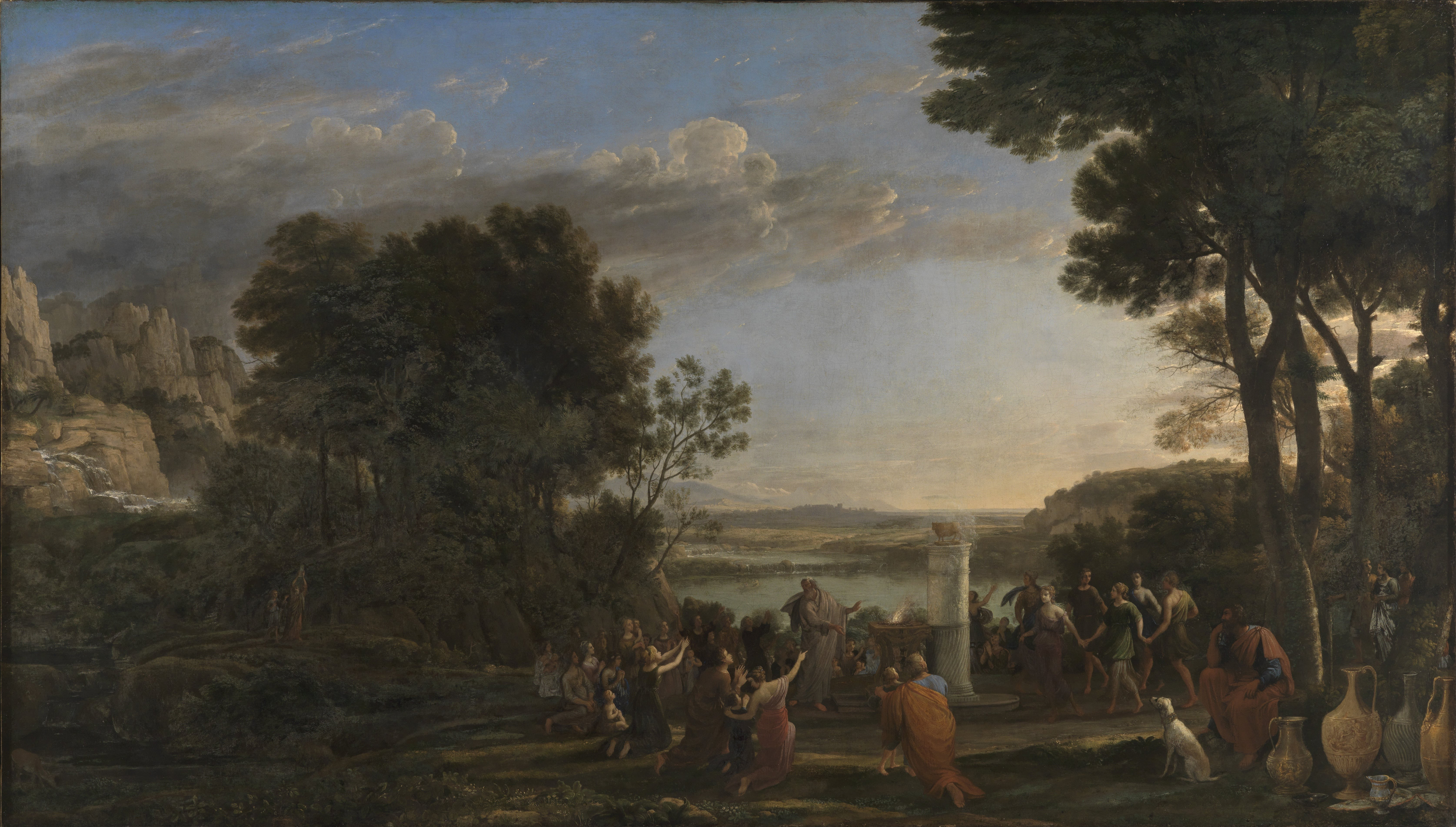
Uctívání Zlatého telete (1653), Staatliche Kunsthalle Karlsruhe
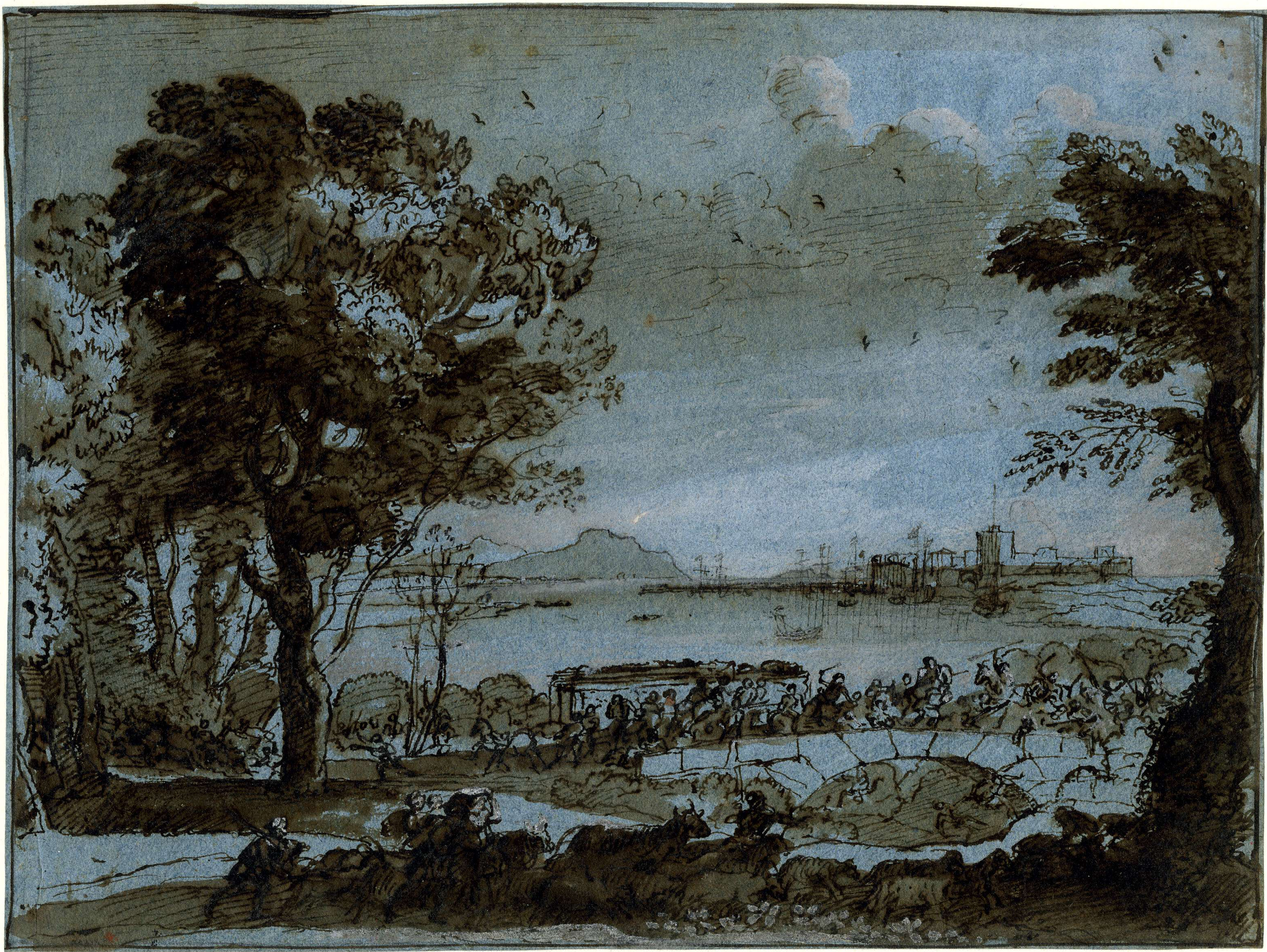
Bitva na mostě z Liber Veritatis (1635–1682), Britské muzeum
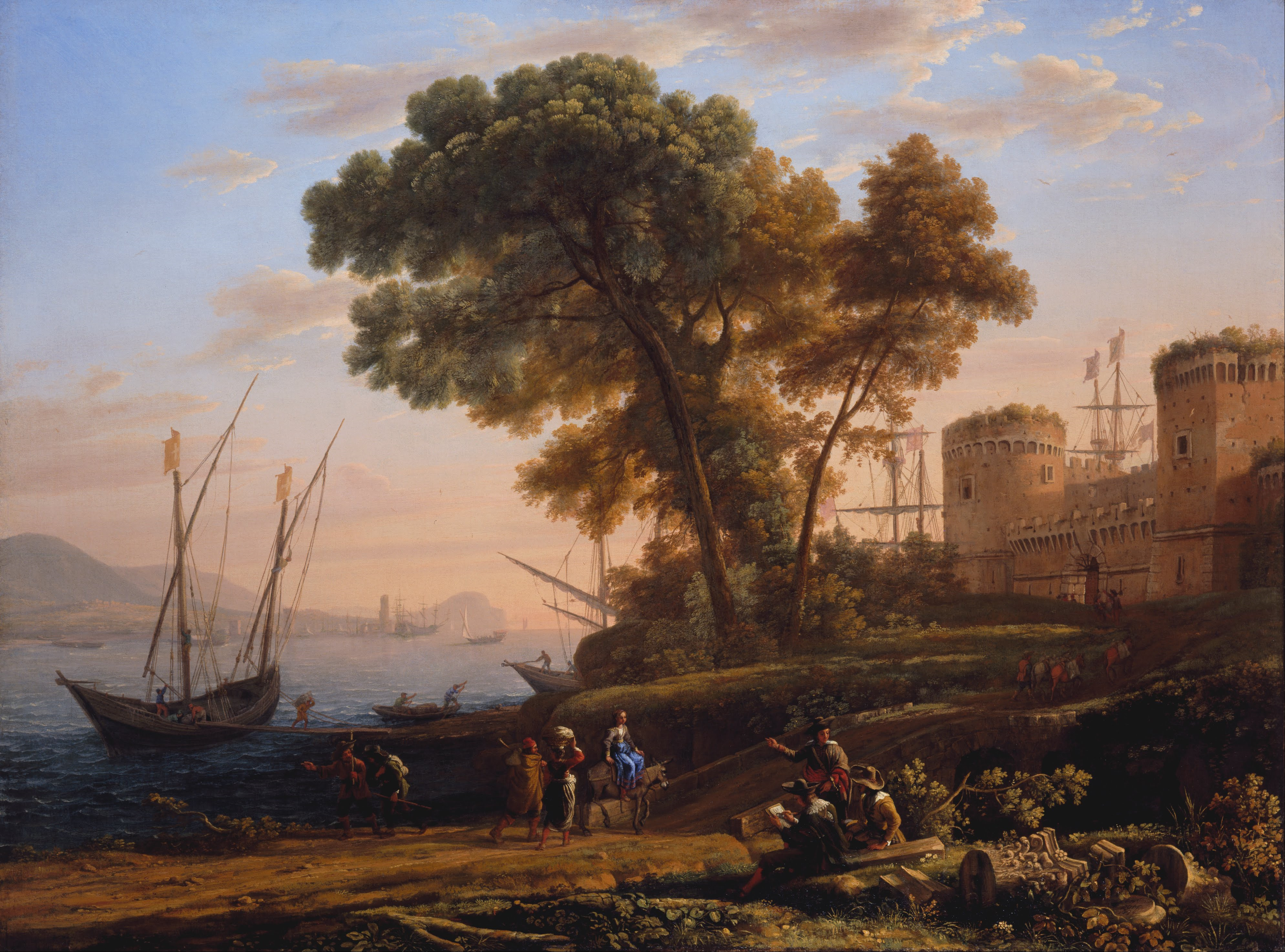
Umělec studující přírodu (1639), Cincinnati Art Museum
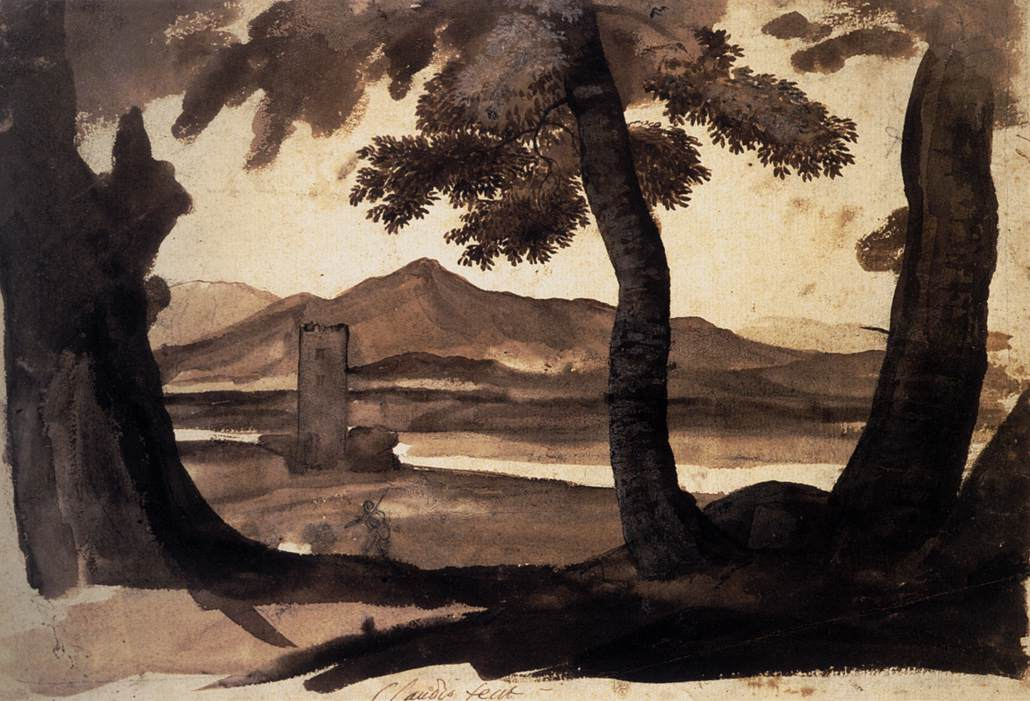
Campagna (2. pol. 17. století), Britské muzeum